# Grande Prémio de Cannes
O Grande Prémio de Cannes foi uma corrida ciclista francesa que se disputada em Cannes de 1926 a 1991.
O francês René Vietto tem o recorde de vitorias com três.

## Palmarés
| Ano  | Vencedor                                 | Segundo                                      | Terceiro                  |
| ---- | ---------------------------------------- | -------------------------------------------- | ------------------------- |
| 1926 | Francois Urago                           | Sébastien Piccardo                           | Paulin Lanteri            |
| 1927 | Louis Gras                               | Embarek Fliffel                              | François Menta            |
| 1928 | Giuseppe Rivella                         | Louis Gras                                   | Giuseppe Enrici           |
| 1929 | Yves Le Goff                             | Felice Gremo                                 | Antoine Mugnaoni          |
| 1930 | Gaspard Rinaldi                          | Jean Maréchal                                | René Brossy               |
| 1931 | Louis Gras                               | Adrien Butafocchi                            | Louis Minardi             |
| 1932 | René Vietto                              | Luigi Barral                                 | Pierre Pastorelli         |
| 1933 | René Vietto                              | Fernand Cornez                               | Clément Bistagne          |
| 1934 | Fernand Cornez                           | Louis Aimar                                  | Roger Cottyn              |
| 1935 | Antonio Zanella                          | Léo Amberg                                   | Antoine Arnaldi           |
| 1936 | Alfred Weck                              | Adrien Butafocchi                            | Raymond Louviot           |
| 1937 | Giuseppe Martano                         | Lucien Lauk                                  | Luigi Barral              |
| 1938 | Lucien Lauk                              | Elia Frosio                                  | André Deforge             |
| 1939 | Karl Litschi                             | André Deforge                                | Giuseppe Martino          |
| 1941 | Bruno Carini                             | René Vietto                                  | Fermo Camellini           |
| 1942 | Gino Proietti                            | Victor Pernac                                | Dante Gianello            |
| 1946 | Paul Neri                                | Joseph Soffietti                             | Pierre Baratin            |
| 1947 | Raymond Guegan                           | Joseph Soffietti                             | Lucien Lauk               |
| 1948 | René Vietto                              | Paul Neri                                    | Édouard Fachleitner       |
| 1949 | Antonin Canavese                         | Édouard Fachleitner                          | Jesus Moujica             |
| 1950 | Édouard Fachleitner                      | Nello Lauredi                                | Antoine Giauna            |
| 1951 | Lucien Teisseire                         | Fernando Moreira                             | Raoul Rémy                |
| 1952 | Louison Bobet                            | Pierre Molinéris                             | Adolphe Pezzuli           |
| 1953 | Pierre Baratin                           | Angelo Conterno                              | Émile Rol                 |
| 1954 | Gilbert Bauvin                           | Jean Leullier                                | Alex Close                |
| 1955 | Jean Forestier                           | Raoul Rémy                                   | René Privat               |
| 1956 | Joseph Mirando                           | Yvon Ramella                                 | Vincent Vitteta           |
| 1957 | Antonin Rolland                          | Tino Sabbadini                               | Joseph Mirando            |
| 1958 | Tino Sabbadini                           | Gilbert Bauvin                               | Joseph Mirando            |
| 1959 | Francis Anastasi                         | Claude Mattio                                | Emmanuel Busto            |
| 1960 | Jean Bonifassi                           | Albert Bouvet                                | Claude Mattio             |
| 1961 | Nino Defilippis                          | Claude Valdois                               | Raymond Poulidor          |
| 1962 | Predefinição:Country data RFA Rudi Altig | François Le Her                              | Fernand Picot             |
| 1963 | François Mahé                            | Raymond Poulidor                             | Ian Moore                 |
| 1964 | Raymond Poulidor                         | Predefinição:Country data RFA Winfried Bölke | Jean Dupont               |
| 1965 | Michele Dancelli                         | Jean-Claude Wuillemin                        | Jean Jourden              |
| 1966 | Flavio Vicentini                         | Carmine Preziosi                             | Gilbert Bellone           |
| 1967 | Jean-Paul Paris                          | Charly Grosskost                             | Maurice Izier             |
| 1968 | Jacques Cadiou                           | Claude Guyot                                 | Jean-Louis Bodin          |
| 1969 | Gilbert Bellone                          | Arie den Hartog                              | José Catieau              |
| 1970 | Paul Gutty                               | Gilbert Bellone                              | Désiré Letort             |
| 1971 | Frans Verbeeck                           | Derek Harrison                               | Michel Perin              |
| 1972 | Roberto Poggiali                         | Michel Perin                                 | Giuseppe Berletto         |
| 1973 | Tino Tabak                               | Leif Mortensen                               | Claude Tollet             |
| 1974 | Franco Bitossi                           | Frans Verbeeck                               | Tino Tabak                |
| 1975 | Jean-Pierre Danguillaume                 | Fedor den Hertog                             | Maurice Le Guilloux       |
| 1976 | Georges Talbourdet                       | Sylvain Vasseur                              | Jean-Luc Molinéris        |
| 1977 | não se organizou                         | não se organizou                             | não se organizou          |
| 1978 | Wilfried Wesemael                        | Sven-Åke Nilsson                             | Yvon Bertin               |
| 1979 | Sean Kelly                               | Walter Planckaert                            | Henk Lubberding           |
| 1980 | Jan Raas                                 | Rik Van Linden                               | Pierre-Raymond Villemiane |
| 1981 | Kim Andersen                             | Pierre-Raymond Villemiane                    | Stephen Roche             |
| 1982 | Laurent Fignon                           | Patrick Stephan                              | Hubert Seiz               |
| 1983 | Gilbert Glaus                            | Jean-Marie Grezet                            | Patrick Moerlen           |
| 1984 | Yvon Madiot                              | Pierre Bazzo                                 | Laurent Biondi            |
| 1985 | Adrie van der Poel                       | Frédéric Vichot                              | Allan Peiper              |
| 1986 | Gilbert Glaus                            | Charly Bérard                                | Jérôme Simon              |
| 1987 | Sean Yates                               | Frédéric Vichot                              | Gilbert Glaus             |
| 1988 | Jérôme Simon                             | Andreas Kappes                               | Bruno Wojtinek            |
| 1989 | Roland Le Clerc                          | Luc Leblanc                                  | Régis Simon               |
| 1990 | Gérard Rué                               | Udo Bölts                                    | Frank Van Den Abeele      |
| 1991 | Yvon Madiot                              | Harry Lodge                                  | Laurent Jalabert          |